# Cantata a Pepe Pancho
«Cantata a Pepe Pancho» es un álbum del músico y compositor argentino Damián Sánchez publicado el 1 de agosto de 2015. El álbum posee un total de diecinueve canciones. El título del álbum hace una referencia al prócer argentino José de San Martín, también apodado "Pepe Pancho", ya que el álbum tiene como tema central la vida de él. La poesía es de Elena Siró. El álbum cuenta con la participación de Coral de las Américas, Grupo Vocal Tinaja, Yolanda Oviedo (poema y textos) y Aldo Maza (poemas y textos).

"La Cantata a PPP es una sucesión de situaciones de la vida de Don Pepe Pancho de San Martín, como si fueran cuadros de una exposición. Están presentes Rosa Guarú, Remedios, Rosa Campusano y pasajes de su vida desde la niñez con su sueño y visión de América.
Diferentes ritmos, surgidos de los lugares donde estuvo y sigue estando.
No es una biografía, es estar con San Martín, escuchándolo.
La música ambienta, trata de situar la emoción, el contenido, el carácter de cada tema. A veces está presente en canciones y otras como fondo de la palabra."
Damián Sánchez

## Lista de canciones
| N.º   | Título                              | Música         | Duración |  |
| 1.    | «El bamboleo americano»             | Damián Sánchez | 1:40     |  |
| 2.    | «El destino»                        | Damián Sánchez | 1:37     |  |
| 3.    | «Nanas de Rosa Guarú»               | Damián Sánchez | 3:32     |  |
| 4.    | «Nacimiento y presagio»             | Damián Sánchez | 3:17     |  |
| 5.    | «Rosa Guarú»                        | Damián Sánchez | 1:44     |  |
| 6.    | «Arrullo de Rosa Guarú»             | Damián Sánchez | 2:41     |  |
| 7.    | «De la Selva al estuario»           | Damián Sánchez | 2:26     |  |
| 8.    | «Tupac Amarú»                       | Damián Sánchez | 3:00     |  |
| 9.    | «Regreso a la Cruz del Sur»         | Damián Sánchez | 2:26     |  |
| 10.   | «Regimiento del amor»               | Damián Sánchez | 2:33     |  |
| 11.   | «Triunfo de San Lorenzo»            | Damián Sánchez | 3:10     |  |
| 12.   | «Amor con aire de gaviota»          | Damián Sánchez | 3:19     |  |
| 13.   | «Reclínate guerrero»                | Damián Sánchez | 3:38     |  |
| 14.   | «Volanta y volados»                 | Damián Sánchez | 3:09     |  |
| 15.   | «Gatito a Don Pepe Pancho»          | Damián Sánchez | 2:16     |  |
| 16.   | «Basta y barajo»                    | Damián Sánchez | 3:28     |  |
| 17.   | «Todo arreglado para la de vámonos» | Damián Sánchez | 1:06     |  |
| 18.   | «Rosita guayaquileña»               | Damián Sánchez | 2:41     |  |
| 19.   | «Que no descanse nadie»             | Damián Sánchez | 2:37     |  |
| 51:04 |                                     |                |          |  |